# Vương quốc Soissons
Vương quốc Soissons là một quốc gia tàn dư của Đế quốc Tây La Mã ở miền bắc xứ Gaul (đại bộ phận nước Pháp ngày nay) tồn tại trong khoảng hai mươi lăm năm vào cuối thời Cổ đại. Quá trình phát triển của Vương quốc Soissons bắt đầu từ khi Hoàng đế Majorianus (457–461) bổ nhiệm Aegidius làm magister militum xứ Gaul thuộc La Mã. Cho đến lúc Majorianus mất hết quyền hành và mạng sống của ông vào tay viên tướng man tộc Ricimer năm 461, Aegidius đã duy trì nền thống trị của riêng mình tại nhiều vùng miền của xứ Gaul, tạo ra một quốc gia còn sót lại của La Mã được biết đến dưới tên gọi Vương quốc Soissons. Trước tình hình hỗn loạn lúc đó tại Gaul, ông vẫn giữ được quyền lực của mình nhằm đương đầu với người Frank ở miền Đông và người Visigoth ở miền Nam; bù lại mối quan hệ của Aegidius với xứ Brittany bên Anh thuộc La Mã khá là thân thiện. Aegidius lâm bệnh mất vào năm 464 hoặc 465. Con là Syagrius kế thừa cơ nghiệp. Năm 486, Syagrius đại bại trong trận chiến ở Soissons với vua người Frank là Clovis I khiến lãnh địa từ đó trở đi nằm hẳn dưới sự kiểm soát của người Frank.

## Lịch sử

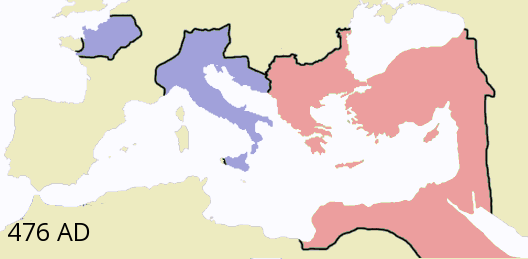
Vương quốc của Syagrius (phía Tây Bắc) bên trong Đế quốc Tây La Mã (màu xanh)

Vương quốc Soissons khởi đầu dưới triều đại của Hoàng đế Tây La Mã Majorianus (457–461). Majorianus đã bổ nhiệm Aegidius làm magister militum các tỉnh xứ Gaul. Lãnh thổ La Mã còn lại ở Gaul tại miền tây bắc đã được kết nối với các vùng đất thuộc La Mã ở Auvergne, Provence và Languedoc nối tiếp nhau vào nước Ý. Dưới thời trị vì của Majorianus, hành lang này đã bị các bộ lạc German sáp nhập mà hiện giờ họ đang chiếm đóng xứ Gaul, do đó làm cho Aegidius và thần dân của mình bị tách rời ra khỏi Đế quốc. Majorianus và Aegidius đã cố sức phục hồi lại vị thế của La Mã trong toàn thể xứ Gaul. Với cái chết đột ngột của hoàng đế vào năm 461 khiến vị thế của La Mã ở vùng trung tâm và phía nam bị lung lay: các tỉnh này liền bị người Visigoth và Bourgogne thôn tính trong những năm 462-477, chỉ còn lại Vương quốc 'La Mã' của Syagrius là chịu cảnh cô lập.
Aegidius đã liên minh với Childeric I, vua của người Frank Salii xứ Tournai, và giúp ông này đánh bại đạo quân của người Visigoth ở Orléans năm 463. Theo nhà sử học Gregory thành Tours thì Aegidius thậm chí đã cai trị người Frank trong suốt thời kỳ Childeric bị đi đày, mãi về sau nhà vua mới quay trở về từ chốn lưu vong. Cũng có thể Tiếng than khóc của người Briton đề cập đến lời yêu cầu trợ giúp quân sự từ người Anh gốc La Mã kể từ sau khi quân La Mã triệt thoái khỏi đảo Anh, có khả năng là gửi tới chỗ Aegidius.
Aegidius tiếp tục cai trị cho đến khi ông qua đời trên dòng sông Loire vào năm 464, do bị ai đó đầu độc hay hành hung. Khả năng là Aegidius đã bị sát hại theo lệnh của một trong những kẻ thù của Childeric. Comes của ông là Paulus xứ Angers cũng bị giết chết ngay sau đó, có thể là cùng một chiến dịch. Vào lúc đó, con trai của Aegidius là Syagrius đã thay cha mình lên nắm quyền. Syagrius điều hành việc chính sự bằng cách sử dụng danh hiệu dux (chỉ huy quân sự cấp tỉnh), nhưng các bộ tộc German láng giềng đều gọi ông là "Vua của người La Mã"; đó còn là tên vùng đất nội phận của ông. Năm 476, dưới sự cai trị của Syagrius, Vương quốc Soissons không chịu chấp nhận vương triều mới của Odoacer là kẻ đã hạ bệ vị Hoàng đế Tây La Mã cuối cùng trước đó không lâu. Trong khi cả Syagrius và Odoacer đều phái sứ giả đến tranh thủ sự ủng hộ từ Đế quốc Đông La Mã, hoàng đế phía Đông Zeno lại công nhận ngôi vị hợp pháp của Odoacer thay vì Syagrius. Vương quốc Soissons liền cắt đứt mọi quan hệ với nước Ý và chẳng có sự tiếp xúc nào được ghi nhận thêm nữa với Đế quốc Đông La Mã. Ngay cả sau năm 476, Syagrius vẫn tiếp tục giữ vững quan điểm rằng ông chỉ đơn thuần đang cai quản một tỉnh của La Mã. Vương quốc Soissons trên thực tế đã biến thành một xứ sở độc lập hẳn hoi.

Vương quốc Soissons (Tím), một phần còn lại của Đế quốc La Mã ở xứ Gaul bị bao quanh bởi những vương quốc German mới thành lập (Xanh: Francia; Đỏ Alamannia; Xanh lá cây Burgundia; Vàng Visigothic Aquitania) và vùng Brittany của người Celt (Cam).

Ít lâu sau Childeric qua đời vào khoảng năm 481, con là Clovis I nối ngôi vua người Frank. Clovis có tham vọng mở mang bờ cõi nên mới chinh chiến liên miên chống lại Syagrius, và cuối cùng đã chiếm hết toàn bộ lãnh thổ của ông này. Bản thân Syagrius chịu thua trong trận chiến cuối cùng ở Soissons vào năm 486; chiến thắng này được nhớ đến nhiều lần như là chiến thắng vĩ đại nhất trong đời Clovis. Syagrius vì không còn nơi nào nương tựa đành phải trốn đến chỗ vua Alaric II của Visigoth nhưng người Frank đe dọa chiến tranh nếu Syagrius không chịu ra hàng. Để tránh mọi phiền phức có thể xảy ra, người Visigoth đã bắt trói Syagrius gửi trả lại cho Clovis và ông bị đem ra xử tử vào năm 486/7.
Clovis I ung dung trị vì vương quốc của mình cho đến khi mất vào năm 511. Khi ông qua đời, dựa theo tục lệ cổ xưa lãnh địa Frank được chia thành bốn vương quốc giao cho mỗi người con. Clotaire I nhận được khu vực trước đây thuộc quyền cai quản của Syagrius. (Bản thân Clotaire được sinh ra ở Soissons một thập kỷ sau cái chết của Syagrius). Nhờ tài ngoại giao khéo léo, tính hiếu chiến và sát hại họ hàng thân thích của mình, Clotaire mới trở thành vua của toàn xứ Gaul vào năm 555. Khi Clotaire mất năm 561, vương quốc Frank lại bị chia thành ba vương quốc giao cho mỗi người con. Vương quốc phía tây Neustria vẫn tiếp tục cai quản miền Soissons cho đến khi tất cả người Frank một lần nữa lại được thống nhất dưới thời vua Clotaire II xứ Neustria vào năm 613. Ngoại trừ giai đoạn 639-673, khi xảy ra sự phân chia giữa Neustria và Austrasia, người Frank vẫn thống nhất mãi cho đến khi ký kết Hiệp ước Verdun vào năm 843.

## Quân sự
Kể từ khi Hoàng đế Majorianus bổ nhiệm Aegidius làm magister militum các tỉnh xứ Gaul, ông đã nắm trọn quyền kiểm soát quân đội La Mã còn lại ở Gaul. Theo nhà văn Đông La Mã Priscus, Aegidius và Syagrius đều chỉ huy một "lực lượng quân lớn". Vào lúc ấy, Aegidius và/hoặc Syagrius thậm chí còn dám ngang nhiên đe dọa Đế quốc Tây La Mã là sẽ kéo quân vào xâm lược Ý nếu đế quốc không chịu đáp ứng những đòi hỏi của họ. Các đạo quân của họ cũng có sức đề kháng hiệu quả với thế lực của vương quốc Visigoth, cho đến phía nam và phía tây của Soissons. Tuy rằng ở đây chẳng có số liệu nào đủ khả năng nhìn nhận về tổng quân số của họ.